# Phlebotomus keshishiani
Phlebotomus keshishiani är en tvåvingeart som beskrevs av Shchurenkova 1936. Phlebotomus keshishiani ingår i släktet Phlebotomus och familjen fjärilsmyggor. Inga underarter finns listade i Catalogue of Life.